# Валье, Макс

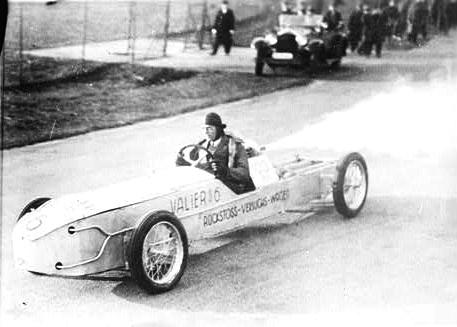
Валье в ракетном автомобиле
апрель 1930

Макс Валье (нем. Max Valier; 9 февраля 1895, Больцано, Цислейтания — 17 мая 1930[…], Берлин) — австрийский пионер ракетной техники; один из основателей германского Общества межпланетных сообщений (нем. VfR, Verein für Raumschiffahrt).

## Биография
Валье родился в Боцене, Тироль (ныне в провинции Больцано-Боцен, Италия) и в 1913 году начал изучать физику в университете Инсбрука. Он также работал механиком на близлежащей фабрике. Учёба была прервана первой мировой войной, во время которой он служил в австро-венгерских вооружённых силах.
После войны Валье не вернулся к учёбе, а стал подрабатывать журналистом, писал о науке. В 1923 году он прочитал фундаментальную книгу Германа Оберта «Ракета для межпланетного пространства» и вдохновился идеей написать подобную же книгу для более широкой аудитории. При помощи Оберта, он опубликовал в следующем году «Прорыв в космос». Книга стала бестселлером, выдержав шесть переизданий к 1930 году. За ней последовали многочисленные статьи Валье о полётах в космос, с названиями вроде «Из Берлина в Нью-Йорк за один час» и «Смелое путешествие на Марс».
В 1928−29 годах Валье вместе с Фрицем фон Опелем работали над рядом ракетных автомобилей и самолётов. Для фон Опеля это было способом разрекламировать компанию Опель, а для Валье — способом привлечь внимание к ракетной технике в обществе. Именно Валье привлёк Фридриха Зандера[de] в качестве поставщика твердотопливных двигателей. К концу 1920-х годов, VfR сосредоточили свои усилия на ракетах на жидком топливе. Их первые успешные огневые испытания с жидким топливом (продолжительностью пять минут) произошли на заводе Хайландт 25 января 1930 года. 19 апреля 1930 года Вальер произвёл первый испытательный заезд на ракетном автомобиле с жидким топливом, Valier-Heylandt Rak 7.
Оберт критиковал идею Валье о ракетном автомобиле. Так как скорость машины значительно меньше сверхзвукового ракетного выхлопа, то большая часть кинетической энергии переходит выхлопным газам, а не машине. Ракетные двигатели весьма эффективны, но вот по этой причине они не подходят для автомобилей.
Менее чем через месяц Валье погиб, когда ракета со спиртовым топливом взорвалась на испытательном стенде в Берлине. Осколки двигателя ранили его в аорту, он умер практически сразу. Его протеже Артур Рудольф продолжил работу над улучшенной и более безопасной версией двигателя Валье.
Память о Максе Валье до сих пор хранится в Южном Тироле, где он почитается как один из известных изобретателей и учёных из этой провинции. Ряд учреждений назван его именем.
В честь Валье назван кратер на Луне.

## Публикации
- Валье, Макс. Полет в мировое пространство как техническая возможность. — ОНТИ, 1935.